# Empunyadura

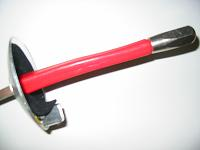
Empunyadura francesa

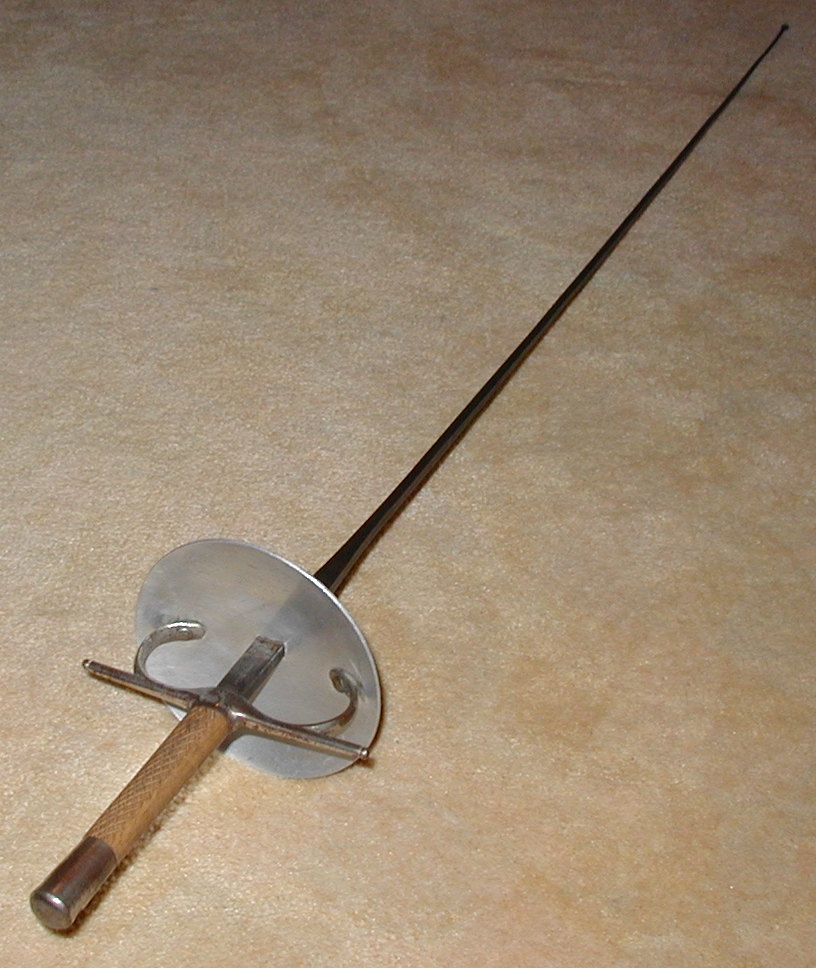
Empunyadura italiana

L'empunyadura en esgrima és el cilindre (o forma semblant) que segueix la línia de la fulla i que és el punt de prensió de l'arma. És diferent per a dretans i esquerrans. En l'empunyadura francesa, és l'únic element. El conjunt de peces que conformen el mànec del floret, espasa i sabre. L'arma està composta per l'empunyadura, el pom i la cassoleta 
L'empunyadura o puny antigament tenia una sèrie d'ornaments i elements de suport que permetre una més bona gestió de les armes. És en aquest aspecte que hi ha hagut més canvis i milloraments.
El pom no existeix en la majoria dels models comuns d'empunyadura, i només en alguns empunyadures d'estil francès, que consta d'una petita bola està en el cable equilibri que fa contrapès perquè sigui més fàcil de mantenir l'equilibri de l'arma.
La cassoleta és una pantalla, en general metall, utilitzada per a protegir la mà del tirador. La cassoleta de l'espasa té forma d'U i es diferencia de la de la mà dreta de Maniche. L'interior de la cassoleta està recobert per una tela encoixinada, per protegir els dits.

## Tipus
Hi ha diverses menes d'empunyadures per a l'espasa i el floret, en les quals els tiradors s'especialitzen, mentre que en sabre totes les empunyadures són les mateixes a l'excepció de la de guarda que depèn de la mà que utilitzi l'espadatxí.
Els principals tipus són: 
- Empunyadura dreta (francesa) (hi ha una empunyadura italiana antiga derivada d'aquesta)
- Empunyadura anatòmica o de pistola, que també pot presentar diferents configuracions: Visconti, belga, russa, americà, hongaresa, alemanya, xinesa o Zivkovic.

Mentre que les empunyadures són totes vàlides, en l'actualitat en competició oficial, sols s'utilitzen les empunyadures de pistola, més complexes, però que permeten una millor prensió sobre l'arma.